# Cloniophorus vittiger
Cloniophorus vittiger är en skalbaggsart som beskrevs av Schmidt 1922. Cloniophorus vittiger ingår i släktet Cloniophorus och familjen långhorningar.
Artens utbredningsområde är Togo. Inga underarter finns listade i Catalogue of Life.